# Metro Ligeiro de Macau
Die Metro Ligeiro de Macau (MLM), englisch Macao Light Rapid Transit (MLRT), ist ein gummibereiftes fahrerloses Peoplemover-System für den Stadtverkehr der chinesischen Sonderverwaltungszone Macau. Die erste Strecke wurde mit der Taipa-Linie am 10. Dezember 2019 eröffnet. 2024 folgten zwei kurze Shuttleverbindungen nach Coloane und Hengqin, einem Stadtteil von Zhuhai. Weitere Linien, etwa zu einer künstlichen Insel der Hongkong-Zhuhai-Macau-Brücke, sind geplant.

## Linien

### Taipa-Linie
Die Taipa-Linie wurde 2019 in Betrieb genommen und erschließt Taipa und Cotai. Sie führt seit Dezember 2023 weiter zur Halbinsel Macau. Die Strecke beginnt am Fährterminal Taipa nach Halten an der Lotusbrücke in Cotai und der bisherigen Endhaltestelle Ozean den Endbahnhof Barra. Sie ist 12,6 Kilometer lang und hat 12 Stationen. Aufgrund von Erneuerungsarbeiten musste die Linie von Oktober 2021 bis April 2022 temporär stillgelegt werden. Im November 2023 wurden rund 6500 Fahrgäste pro Tag befördert.

### Seac-Pai-Van-Linie
Die Seac-Pai-Van-Linie mit zwei Stationen und einer Streckenlänge von 1,6 Kilometern wurde am 1. November 2024 eröffnet und führt derzeit von der Station Union Hospital, wo Anschluss zur Taipa-Linie besteht, in Richtung Süden zur Station Seac Pai Van im gleichnamigen Stadtteil. Eine weitere Verlängerung in Richtung Süden nach Coloane ist geplant.

### Hengquin-Linie
Die grenzüberschreitende Hengquin-Linie wurde am 2. Dezember 2024 in Betrieb genommen und verbindet die Station Lotus an der Taipa-Linie mit dem Bahnhof Hengquin in Zhuhai, wo über eine Grenzkontrollstelle Anschluss zu Zügen auf der Bahnstrecke vom Bahnhof Zhuhai zum Flughafen Zhuhai besteht. Zudem wird über einen separaten Fußweg die Universität von Macau an das Streckennetz angebunden. Rund 900 Meter der insgesamt 2,2 Kilometer langen Strecke mit nur zwei Stationen sind unterirdisch trassiert.

### Ost-Linie
Die Ost-Linie stellt eine Fortsetzung der Taipa-Linie von Taipa an die Ostseite der Halbinsel Macao. Sie ist derzeit im Bau.

### Betrieb
Alle Linien werden täglich ab 06:30 betrieben; von Montag bis Donnerstag bis 23:15 Uhr und von Freitag bis Sonntag sowie an Feiertagen bis 23:59 Uhr. Die Taktfolge beträgt auf der Taipa-Linie zwischen 5 und 10,5 Minuten, während auf den beiden kurzen Linien ein 6-Minuten-Takt gefahren wird.

## Fahrzeuge
Für das Netz wurden 55 Doppeltriebwagen des Typs Ocean Cruiser beschafft. Die Wagen basieren auf dem Mitsubishi Crystal Mover von Mitsubishi Heavy Industries, die in Singapur eingesetzt werden. Die Ocean Cruiser sind 23,5 Meter lang, 2,8 Meter breit und verfügen über 44 Sitzplätze auf Längsbänken.